# Ротокоптер
Ротокоптер је ваздухоплов тежи од ваздуха, покретан мотором, који се одржава у лету реакцијом ваздуха на једном или више ротора. Савремени облици ротокоптера су хеликоптер, авион са једним или више ротора, аутожир (познат и као жироплан, жирокоптер), и друге врсте ваздухоплова. Ротокоптери пордед ротирајућих крила могу имати и додатне потисне мотора или пропелере и статичке површина за подизање.

## Врсте ротокоптера

### Хеликоптер
Хеликоптер је ваздухоплов који се одржава у ваздуху и креће кроз ваздух помоћу једног или више хоризонталних ротора (пропелера). Реч „хеликоптер“ је настала од грчких речи „Хеликс“ (спирала) и „птерон“ (крило). Хеликоптер са мотором је измислио Словак Јан Бахил.
Хеликоптери се сврставају у ваздухоплове са ротационим крилима (узгонским површинама) за разлику од класичних ваздухоплова са фиксним крилима. 
При лебдењу хеликоптером брзина опструјавања по ободу диска ротора (кружна површина коју описују лопатице приликом окретања ротора) расте од средишта према спољним ивицама. Уколико се повећа број окретаја или дужина лопатица, с циљем постизања већег узгона и брзине, долази до штетне појаве надзвучног опструјавања врхова лопатица и стварања додатног великог отпора ваздуха. Што се више повећава број окретаја или дужина кракова повећава се и зона надзвучног струјања. Тако се даљим повећањем снаге и потрошње горива не добија већа брзина јер отпор ваздуха расте.

### Аутожир
Аутожир (жироплан, жирокоптер) је врста ваздухоплова код којег се вучна сила обезбеђује вучном или потисном елисом, а узгон са обртним крилом (ротором), без сопственог погона. Аутожир је послужио као основа за даљи развој хеликоптера и конвертиплана.
Добре стране
Предност аутожира над авионом је мала дужина полетно летне стазе, велика разлика највеће и најмање брзине лета, бездедност узлетања. 
Мане
Мане аутожира су:
- мала носивост,
- слаба попречна стабилност,
- мања брзина лета,
- теже пилотирање
- осетљивост роторске конструкције.

У односу на хеликоптер, мана му је што не може да полеће и слеће вертикално из места, и да лебди у ваздуху на једном месту.

### Змај са ротором
Змај је ваздухоплов једноставне конструкције која се састоји од металног костура преко кога је разапето платно. Пилот виси у везама испод крила и контролише лет мењањем положаја тежишта.
Облик крила је троугласти, односно у облику грчког слова делта, због чега се некад зову делта крила. Обзиром да нема сопствени погон, пилот змаја једри ваздушним струјама тражећи повољне термичке струје које му обезбеђују успон и даљи долет. 
Ради обезбеђења што мањег трења са ваздухом се током лета обично користи хоризонталан положај тела.
Могуће су и значајно комплексније конструкције, када се костур конципира као троколица на коју је монтиран змај. Тада је седиште пилота причвршћено за конструкцију, а позади је мотор са великим елисама које обезбеђују погон. 
Приватни конструктори су веома често као мотор користили неки једноставан двотактни мотор из јефтиних аутомобила. Уобичајен назив за овакве ваздухоплове је моторни змај. Постоје модели предвиђени за две особе.